# Шон Џејмс
Шон Џејмс (енгл. Shawn James; Бруклин, 10. септембар 1983) је бивши амерички кошаркаш. Играо је на позицији центра.

## Каријера
Џејмс се 2008. године пријавио на НБА драфт, али није изабран. Након тога је потписао уговор са израелским Бнеи Хашароном. Ту је провео три сезоне. У мају 2011. потписао је двогодишњи уговор са Макабијем из Тел Авива. У првој сезони са Макабијем осваја дуплу круну. У сезони 2012/13. Џејмс је уврштен у други најбољи тим Евролиге, а са клубом је дошао до још једног националног купа. У јуну 2013. продужио је уговор са Макабијем на још четири сезоне. У сезони 2013/14. са Макабијем је освојио триплу круну. Крајем јула 2014. је напустио Макаби, и потписао двогодишњи уговор са Емпорио Арманијем. Сезону 2015/16. почиње у екипи Билбаа, али у децембру 2015. прелази у Олимпијакос где се задржава само месец и по дана. Крајем фебруара 2016. ангажовао га је турски Ескишехир. У септембру 2016. потписао је једногодишњи уговор са екипом Будућности, али је отпуштен већ крајем децембра исте године. Током 2017. је играо у Порторику за Каридурос де Фахардо а последњи ангажман је имао 2018. у француском Булазаку.

## Успеси

### Клупски
- Макаби Тел Авив:
  - Евролига (1): 2013/14.
  - Јадранска лига (1): 2011/12.
  - Првенство Израела (2): 2011/12, 2013/14.
  - Куп Израела (3): 2012, 2013, 2014.

### Појединачни
- Идеални тим Евролиге - друга постава (1): 2012/13.
- Најкориснији играч кола Евролиге (1): 2012/13. (1)